# NHK 오사카 방송국
NHK 오사카 방송국(일본어: NHK大阪放送局)은 오사카부를 포함한 간사이 지방을 총괄하는 NHK의 방송총국급 지역방송국이며 중파·FM라디오·텔레비전 방송을 담당하고 있다.

## 연혁
- 1925년 2월 사단법인 오사카 방송국 설립(다음 해 8월부터 사단법인 일본 방송협회 간사이 지부가 된다)
- 1925년 6월 1일 미쓰코시 백화점 오사카점 옥상에서 라디오 제1방송 방송 개시(다음 해 12월부터 오사카시 덴노지구에서 본방송 시작)
- 1933년 6월 라디오 제2방송 방송 개시
- 1936년 12월 12일 오사카 시 히가시구(현· 주오구 (오사카시)) 바바정에, 오사카 방송 회관 완공
- 1951년 6월 텔레비전 실험 방송 개시
- 1954년 3월 1일 종합 텔레비전 본방송 개시(당시 아날로그 4채널에서 방송)
- 1958년 2월 FM방송 실험 방송 개시
- 1958년 12월 1일 종합 텔레비전 채널을 4ch에서 2ch로 변경
- 1959년 4월 교육 텔레비전 방송 개시
- 1960년 9월 10일 컬러 텔레비전 본방송 개시.이 당시에는 컬러 방송회선이 정비되어 있지 않았기 때문에 도쿄에서 보낸 컬러 VTR이나 컬러 필름을 그대로 방송하고 있었다.
- 1964년 4월 6일 오사카국 제작 연속 텔레비전 소설 방송 개시
- 1969년 3월 FM방송 본방송 개시
- 1970년 오사카 만국 박람회 상황을 완전한 컬러영상으로 방송한다.
- 1970년 12월 24일 UHF 텔레비전 실험 방송국 개국(14ch에서 방송, ~ 1975년 4월 6일)
- 1978년 10월 1일　종합 텔레비전 음성다중방송 개시.그리고 FM방송 PCM 디지털·스테레오 회선이 도쿄-나고야-오사카에서 연결되어 테이프를 통한 방송이 종료된다.
- 1979년　도쿄쪽에서 프로그램을 보내는 텔레비전 방송 회선이 스테레오화가 완료되어 종합 텔레비전 음성다중방송 스테레오 방송 개시.
- 1982년 12월 음성다중방송본방송 개시(교육 텔레비전은 1990년 10월부터)
- 1983년 5월 자막방송 실시
- 1985년 11월 문자다중방송개시
- 1986년 8월 4일 대한민국 KBS 부산방송총국과 협정 체결
- 2001년 11월 3일 오사카 신방송 회관(오사카 역사 박물관을 포함)개관(방송 업무는 10월 29일부터 운영하기 시작했다.)
- 2003년 12월 1일 지상파 디지털 텔레비전 방송 개시
- 2011년 7월 24일 지상파 아날로그 텔레비전 방송 종료

## 채널·주파수
- 종합 텔레비전 오사카본국 24ch(JOBK-DTV)
- 교육 텔레비전 오사카본국 13ch(JOBB-DTV)
- 라디오 제1방송 오사카본국 666kHz 출력：100kW(콜사인:JOBK)
- 라디오 제2방송 오사카본국 828kHz 출력：300kW(콜사인:JOBB)
- FM방송 오사카본국 88.1MHz 출력：10kW(콜사인:JOBK-FM)

## 보충서술
- 간사이 지역 NHK 방송국 중 자사제작 프로그램이 많으며 반대로 오사카 방송국 이외의 다른 간사이 지역 방송국은 자사지역 프로그램이 극히 적은 편이다.
- 현재의 사옥에는 도쿄에서 방송이 중지될경우 오사카에서 방송을 송출하기 위한 위성안테나가 있지만 사용된적은 한번도 없다.
- 오사카에선 BK라는 약칭으로 널리 알려져 있다.
- 2001년 11월 새 사옥을 완성했을 때, 1층과 9층을 시청자와의 만남 공간인 「BK플라자」로 만들어 개방했다.
관람요금은 무료(단체관람시 예약필요)로 매일 오전 10시부터 오후 6시(입장 마감 오후 5시 30분)까지 개방하며 1층에는 개방형 스튜디오와 방송 스트디오 체험실, 간사이 지역에 관련된 프로그램을 보관한 BK도서관, NHK에서 방송한 프로그램 관련상품 등을 파는 곳이 있으며
9층에는 사옥 8층에 있는 드라마 스튜디오 촬영현장을 창넘어로 견학할 수 있는 「스튜디오 비전」, NHK의 공문서를 열람할 수 있는 온라인 도서관 코너, 오사카 방송국 제작 드라마·버라이어티 등에 출연한 탤런트등의 사인등을 전시하는 곳, 오사카 방송국의 역사나 방송국의 뒷사정에 대해 전시한 수록한 곳이 있다.

## 오사카부에 있는 다른 방송국

### 텔레비전 방송국
- 마이니치 방송(MBS)(TV는 도쿄 방송 계열, 라디오는 JRN&NRN계열)
- 아사히 방송(ABC)(TV는 TV 아사히 계열, 라디오는 JRN&NRN계열)
- 간사이 TV 방송(KTV)(후지 TV 계열)
- 요미우리 TV 방송(ytv)(니혼 TV 계열)
- TV 오사카(TVO)(TV 도쿄계열, 오사카부만 방송구역)

### 라디오 방송국
- 오사카 방송(OBC, 애칭 라디오 오사카, NRN계열)
- FM오사카(JFN 계열, 오사카부만 방송구역)
- FM802(JAPAN FM LEAGUE 계열, 오사카부만 방송구역)
- 간사이 인터미디어(MegaNet 계열, 간사이 지방 일부지역이 방송구역에 포함)